# Le Barbier de Séville (film, 1946)
Pour les articles homonymes, voir Le Barbier de Séville.
Pour plus de détails, voir Fiche technique et Distribution.
Le Barbier de Séville (Il barbiere di Siviglia) est un film musical italien réalisé par Mario Costa et sorti en 1946.
Il s'agit de la transposition cinématographique de l'opéra Le Barbier de Séville (créé en 1816) de Gioachino Rossini, lui-même adapté de la pièce de théâtre homonyme (1775) de Pierre-Augustin Caron de Beaumarchais.

## Fiche technique
- Titre français : Le Barbier de Séville[1]
- Titre original italien : Il barbiere di Siviglia[2]
- Réalisateur : Mario Costa
- Scénario : Mario Costa, Paolo Salviucci, Carlo Castelli d'après l'opéra homonyme (1816) de Gioachino Rossini, d'après la pièce de théâtre homonyme (1775) de Pierre-Augustin Caron de Beaumarchais
- Photographie : Massimo Terzano (it)
- Montage : Renzo Lucidi
- Musique : Gioachino Rossini, dirigé par Giuseppe Morelli
- Décors : Libero Petrassi
- Costumes : Giorgio Foeldes
- Production : Mario Trombetti
- Sociétés de production : Tespi Film, Exelsior
- Pays de production :  Italie
- Langue originale : italien
- Format : Noir et blanc - 1,37:1 - Son mono - 35 mm
- Durée : 85 minutes
- Genre : Film musical
- Dates de sortie :
  - Italie : (visa délivré le 15 mars 1946[2])
  - France : 5 mai 1948

## Distribution
- Ferruccio Tagliavini : le comte Almaviva
- Tito Gobbi : Figaro
- Nelly Corradi : Rosina
- Vito De Taranto : don Bartolo
- Italo Tajo : don Basilio
- Natalia Nicolini : Berta
- Nino Mazziotti : Fiorello